# Fréménil
Fréménil település Franciaországban, Meurthe-et-Moselle megyében. Lakosainak száma 223 fő (2022. január 1.). Fréménil Bénaménil, Blémerey, Buriville, Domjevin, Herbéviller, Ogéviller és Saint-Martin községekkel határos.

## Népesség
A település népességének változása:
| Lakosok száma | 123  | 120  | 140  | 168  | 233  | 226  | 216  | 211  | 215  | 223  |
|               | 1968 | 1982 | 1990 | 2006 | 2013 | 2015 | 2017 | 2019 | 2020 | 2022 |